# أسيسلفام البوتاسيوم
أسيسلفام البوتاسيوم عامل مُحلي في مستحضرات التجميل والمشروبات ويُعد أفضل محليات الطعام والفيتامينات والمستحضرات الصيدلانية كالمساحيق المركبة والمضغوطات والمحضرات السائلة.
إن قدرته على التحلية تفوق سكر القصب من 180 – 200 مرة تقريباً وهو يدعم عمل النكهة ويمكن أن يستخدم لتقنيع (حجب) الطعم غير المقبول.

## التأثير على صحة الجسم
دلت دراسات الحرائك الدوائية أن هذه المادة لا تستقلب في الجسم كما أنها تطرح في البول بسرعة بشكلها المدخل ذاته. ولم تبين التجارب التي أجريت على الكلاب والجرذان وذلك بإعطائها المادة لمدة طويلة أي مؤشر على كونها عاملاً مسرطناً أو محدثاً للطفرات. حددت منظمة الصحة العالمية المقدار المسموح يومياً بحوالي 15 ملغ/كغ وزن الجسم:
- LD50 (rat,IP) = 2.2 g/kg
- LD50 (rat,oral) = 6.9 –8 g/kg

## سلامة الاستعمال
تختلف الاحتياطات المتبعة أثناء التعامل مع المادة باختلاف لكميته وظروف التعامل معها وقد يسبب تهيجاً للعين والجلد خاصة إذا تم استنشاقه ولذلك يوصى باستعمال القفازات والكمامة الواقية من الغبار المتناثر وحماية الأعين.